# Hôtel de Fourcy
Pour les articles homonymes, voir Fourcy.
L'hôtel de Fourcy est un hôtel particulier situé sur la place des Vosges à Paris, en France.

## Localisation
L'hôtel de Fourcy est situé dans le 4e arrondissement de Paris, au 8, place des Vosges. Il se trouve sur le côté est de la place, entre les hôtels de Rohan-Guémené et de Châtillon.

## Utilisation
L'hôtel de Fourcy fait partie intégrante du lycée professionnel Théophile-Gautier qui en occupe plus des 3/4 de ses locaux depuis plusieurs décennies. Les différentes pièces sont utilisées comme salles informatiques, salles de cours, bureaux administratifs du proviseur, de son adjoint, des secrétaires, des professeurs coordonnateurs, conseiller d'orientation ainsi que comme salle des professeurs, salle de réunion, loge du gardien… Plus de 250 élèves utilisent ces locaux chaque jour. Cette utilisation par le lycée est conforme aux vœux des héritiers de Théophile Gautier, anciens propriétaires de cet hôtel particulier, qui en ont fait don à la ville de Paris, à la condition qu'il devienne un lieu d'enseignement.

## Historique
L'hôtel date du début du XVIIe siècle.

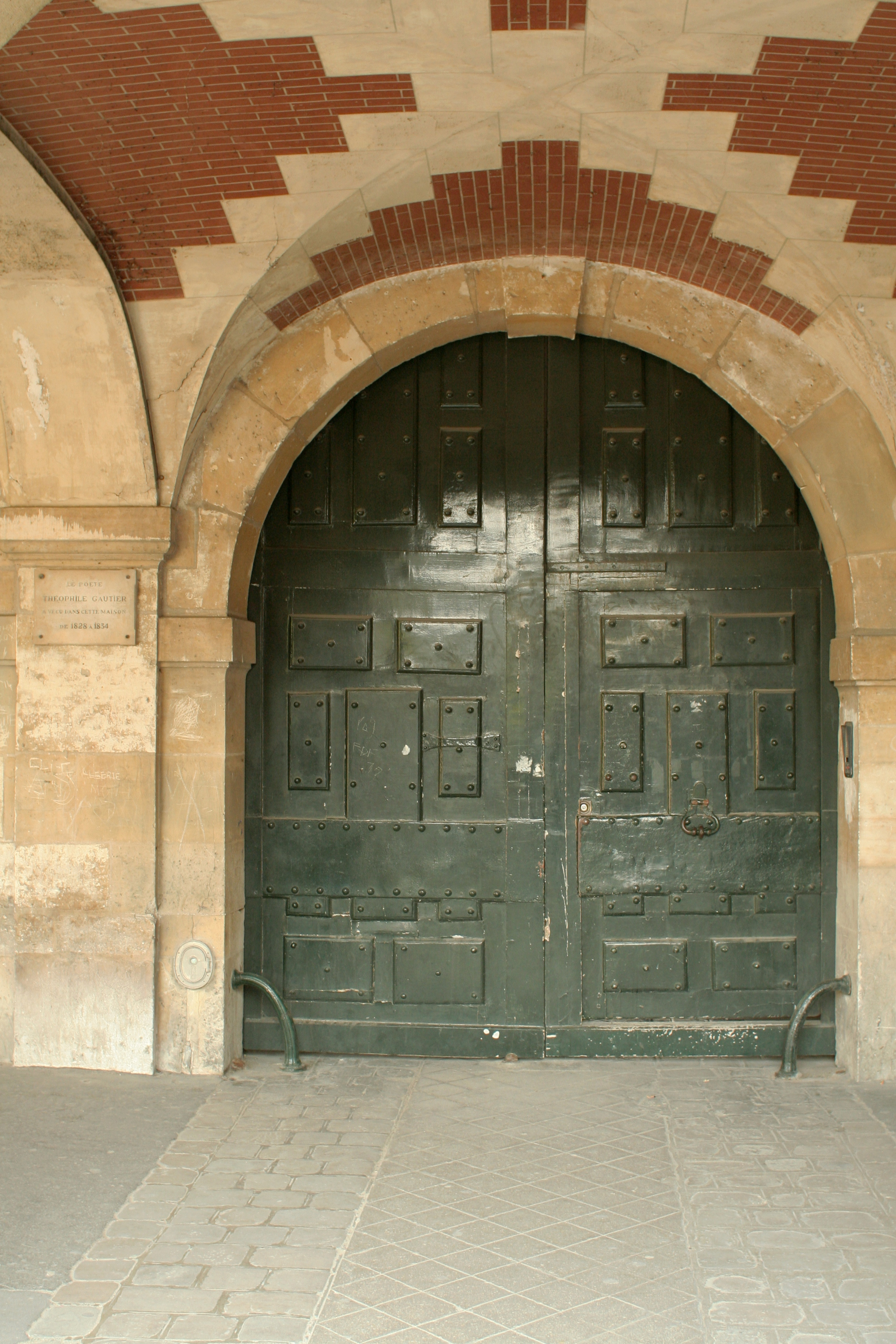
Porte cochère à panneaux de l'hôtel de Fourcy.

L'édifice est classé au titre des monuments historiques en 1954.
Entre 1828 et 1834, Théophile Gautier a habité cet hôtel.
La majeure partie de ce bâtiment appartient à la ville de Paris jusqu'en 2020, date à laquelle la propriété sera transférée à la région Ile-de-France conformément à l'accord signé en 2013 entre la ville de Paris et la Région pour le transfert de 12 des derniers lycées municipaux de Paris (dont le lycée municipal Théophile-Gautier), à la Région.

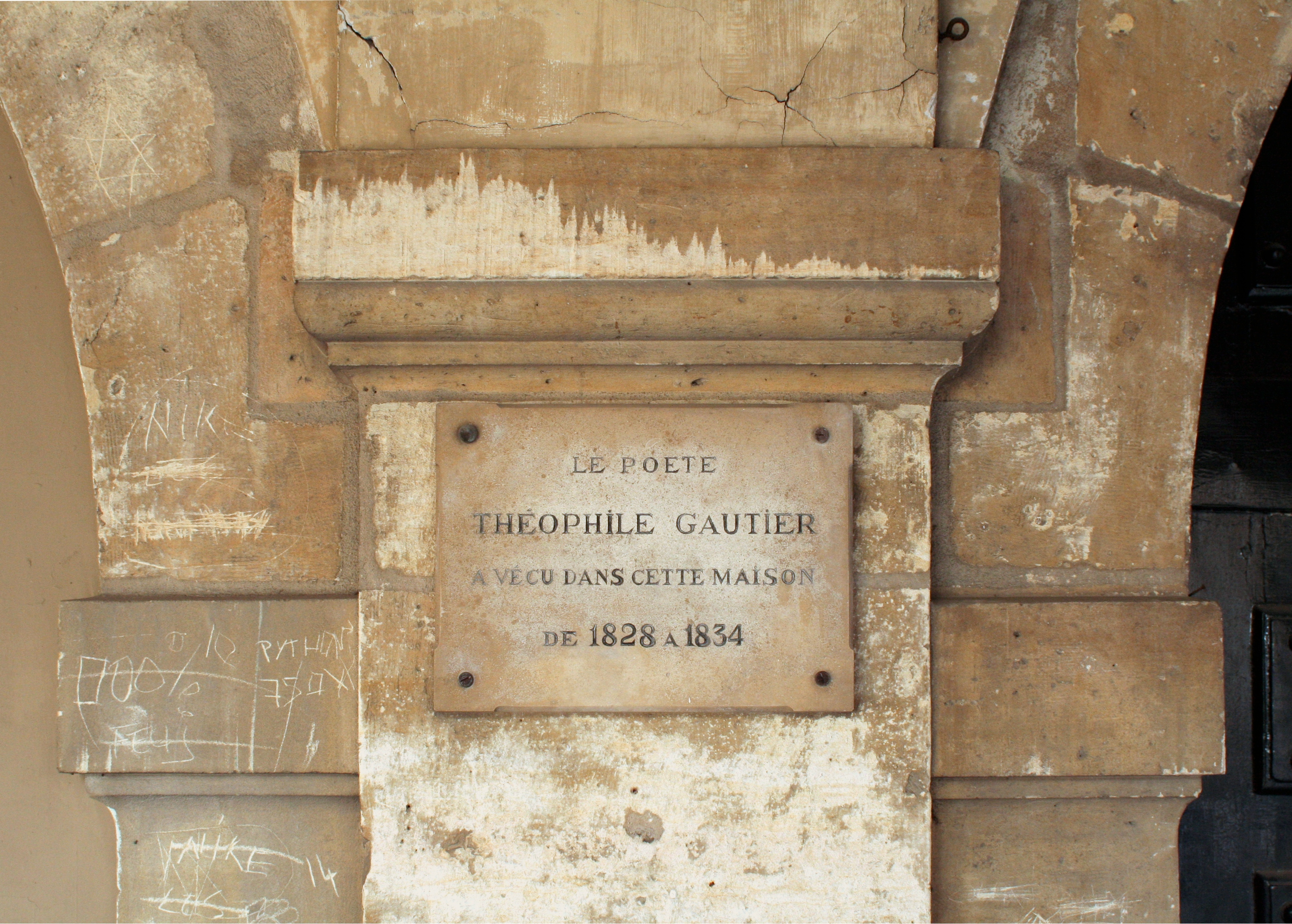
Plaque commémorant Théophile Gautier.